# Pagaronia innoshimensis
Pagaronia innoshimensis är en insektsart som beskrevs av Toyohi Okada 1978. Pagaronia innoshimensis ingår i släktet Pagaronia och familjen dvärgstritar. Inga underarter finns listade i Catalogue of Life.